# Sérgio Malheiros
Sérgio Santiago Victoriano Santos Malheiros (Rio de Janeiro, 17 de março de 1993) é um ator brasileiro.

## Carreira
Estreou em 1999 no programa Samba, Pagode e Cia na Rede Globo em 2000 no programa Gente Inocente. Em 2004, se destacou na novela Da Cor do Pecado interpretando o menino "Raí Lambertini", tendo um papel importante na trama, o que fez ganhar vários prêmios. Interpretou um menino de rua envolvido com o crime no filme O Maior Amor do Mundo. Em 2004, interpretou Thor, no filme Xuxa e o Tesouro da Cidade Perdida.[carece de fontes?] Em 2005, deu a vida a Franklin, na novela Como Uma Onda. Em 2006, foi contratado pela Rede Record, onde interpretou o Leopoldo na novela Bicho do Mato. Entre 2007 e 2009 esteve nas novelas Caminhos do Coração, Os Mutantes - Caminhos do Coração e Mutantes - Promessas de Amor como Aquiles, um mutante que corre em alta velocidade e de rápida regeneração. Em 2010, interpretou o menino que contava a sua história na praia, no curta-metragem A História do Menino do Rio ao lado de Silvia Buarque. Em 2011, participou da novela Vidas em Jogo.
Após 5 anos na Rede Record, o ator voltou para a Rede Globo, interpretando Niltinho, na novela Cheias de Charme. Em 2013, fez parte do elenco da novela Sangue Bom no papel de Jonas. Em 2014, interpretou o nadador Emerson em Alto Astral. Em 2015 interpretou o vilão Jacaré na novela das sete, Totalmente Demais. No mesmo ano viveu o jogador Jonas no filme Aspirantes. Em 2016 viveu o papel de Belloto, um professor de Educação Física na Academia Forma, em Malhação - Pro Dia Nascer Feliz. Em 2017 estreou sua carreira de diretor com os clipes O Bom é Que Passa e Rebola, de Sophia Abrahão. Em 2018 participa da Dança dos Famosos. No mesmo ano viveu o violento traficante Wilbert na série Impuros exibida na Fox. Em 2019 interpretou o DJ Rafa no filme Cinderela Pop junto com Maisa Silva. Em 2019, interpretou o advogado Diego na novela das sete Verão 90.

## Vida pessoal
Em 2014, durante as gravações da novela Alto Astral, começou a namorar a atriz Sophia Abrahão, seu par romântico na trama, oficializando o namoro apenas em abril de 2015. Sérgio é irmão do também ator Frederico Volkmann.

## Filmografia

### Televisão
| Ano           | Título                           | Personagem                      | Nota                                                |
| ------------- | -------------------------------- | ------------------------------- | --------------------------------------------------- |
| 2000–02       | Gente Inocente                   | Entrevistador                   | Quadro: "Tá no Papo"                                |
| 2004          | Da Cor do Pecado                 | Raí de Souza                    |                                                     |
| 2004          | Como uma Onda                    | Franklin Gonçalves (Frank)      |                                                     |
| 2006          | Bicho do Mato                    | Leopoldo Camargo Redenção (Léo) |                                                     |
| 2007          | Caminhos do Coração              | Aquiles Magalhães               |                                                     |
| 2008          | Os Mutantes: Caminhos do Coração | Aquiles Magalhães               |                                                     |
| 2009          | Mutantes: Promessas de Amor      | Aquiles Magalhães               |                                                     |
| 2011          | Vidas em Jogo                    | Paulinho Muriçoca               |                                                     |
| 2012          | Cheias de Charme                 | Nilton Dias (Niltinho)          |                                                     |
| 2013          | Sangue Bom                       | Jonas Siqueira                  |                                                     |
| 2014          | Alto Astral                      | Emerson Duarte                  |                                                     |
| 2015          | Totalmente Demais                | Jorge da Silva (Jacaré)         |                                                     |
| 2016          | Malhação: Pro Dia Nascer Feliz   | Roberto Belloto (Belloto)       |                                                     |
| 2017          | Sob Pressão                      | Atendente da pizzaria           | Episódio: "8 de agosto"                             |
| 2017          | Me Chama de Bruna                | Jonas                           | Episódio: "Chegadas e Partidas" Episódio: "Vaidade" |
| 2018          | Dança dos Famosos                | Participante (8º lugar)         | Temporada 15                                        |
| 2018-presente | Impuros                          | Wilbert Fonseca                 |                                                     |
| 2019          | Verão 90                         | Diego Guerreiro Pereira         |                                                     |
| 2024-presente | Amor da Minha Vida               | Victor Ferreira                 |                                                     |
| 2025          | Capoeiras                        | Noivo                           |                                                     |

### Cinema
| Ano  | Título                             | Personagem        |
| ---- | ---------------------------------- | ----------------- |
| 2004 | Xuxa e o Tesouro da Cidade Perdida | Thor              |
| 2006 | O Maior Amor do Mundo              | Robson (Mosca)    |
| 2015 | Aspirantes                         | Jonas             |
| 2019 | Cinderela Pop                      | Rafael (Rafa)     |
| 2019 | Cine Holliúdy 2: A Chibata Sideral | Teóstenes Richard |
| 2021 | Lulli                              | Julio Campos      |
| 2022 | Um Natal Cheio de Graça            | Carlinhos         |
| 2023 | Perdida                            | Lucas Almeida     |
| 2023 | Tire 5 Cartas                      | Josué Fares       |

### Dublagem
| Ano  | Título                           | Personagem      |
| ---- | -------------------------------- | --------------- |
| 2021 | Ron Bugado                       | Marco (voz)     |
| 2023 | Gato de Botas 2: O Último Pedido | Bebê Urso (voz) |

## Teatro
| Ano  | Título                              | Personagem             |
| ---- | ----------------------------------- | ---------------------- |
| 1998 | Des-contos de Fada                  | O Príncipe e o Mendigo |
| 2000 | Branca de Neve e os Sete Anões      | Soneca                 |
| 2001 | Branca de Neve e os Sete Anões      | Dengoso                |
| 2004 | O Bicho, a Ordem Natural das Coisas | Pedrinho               |

## Prêmios e indicações
| Ano  | Prêmio                          | Categoria                           | Nomeação                       | Resultado |
| ---- | ------------------------------- | ----------------------------------- | ------------------------------ | --------- |
| 2004 | Troféu Leão de Ouro             | Melhor Ator Revelação               | Da Cor do Pecado               | Venceu    |
| 2004 | Melhores do Ano                 | Melhor Ator Mirim                   | Da Cor do Pecado               | Venceu    |
| 2005 | Troféu Imprensa                 | Revelação do Ano                    | Da Cor do Pecado               | Venceu    |
| 2005 | Prêmio Qualidade Brasil         | Melhor Ator Revelação               | Da Cor do Pecado               | Venceu    |
| 2005 | Prêmio Contigo! de TV           | Melhor Ator Infantil                | Da Cor do Pecado               | Venceu    |
| 2005 | Melhores do Ano                 | Melhor Ator Mirim                   | Como uma Onda                  | Indicado  |
| 2006 | Prêmio Arte Qualidade Brasil    | Melhor Ator Coadjuvante             | O Maior Amor do Mundo          | Indicado  |
| 2017 | Prêmio Jovem Brasileiro         | Melhor Ator Jovem                   | Malhação: Pro Dia Nascer Feliz | Indicado  |
| 2019 | Prêmio Jovem Brasileiro         | Melhor Ator Jovem                   | Verão 90                       | Indicado  |
| 2022 | Festival FantasNóia             | Melhor Roteiro (com Edmilson Filho) | Única Saída                    | Indicado  |
| 2022 | Festival Fenacin                | Melhor Roteiro Original de Ficção   | Única Saída                    | Indicado  |
| 2022 | Festival Fenacin                | Melhor Curta de Ficção              | Única Saída                    | Indicado  |
| 2023 | Festival de Cinema de Vassouras | Melhor Direção em curta-metragem    | Única Saída                    | Venceu    |
| 2023 | Cine PE                         | Melhor Curta Nacional               | Única Saída                    | Indicado  |